# Zickzack-Kammmuschel

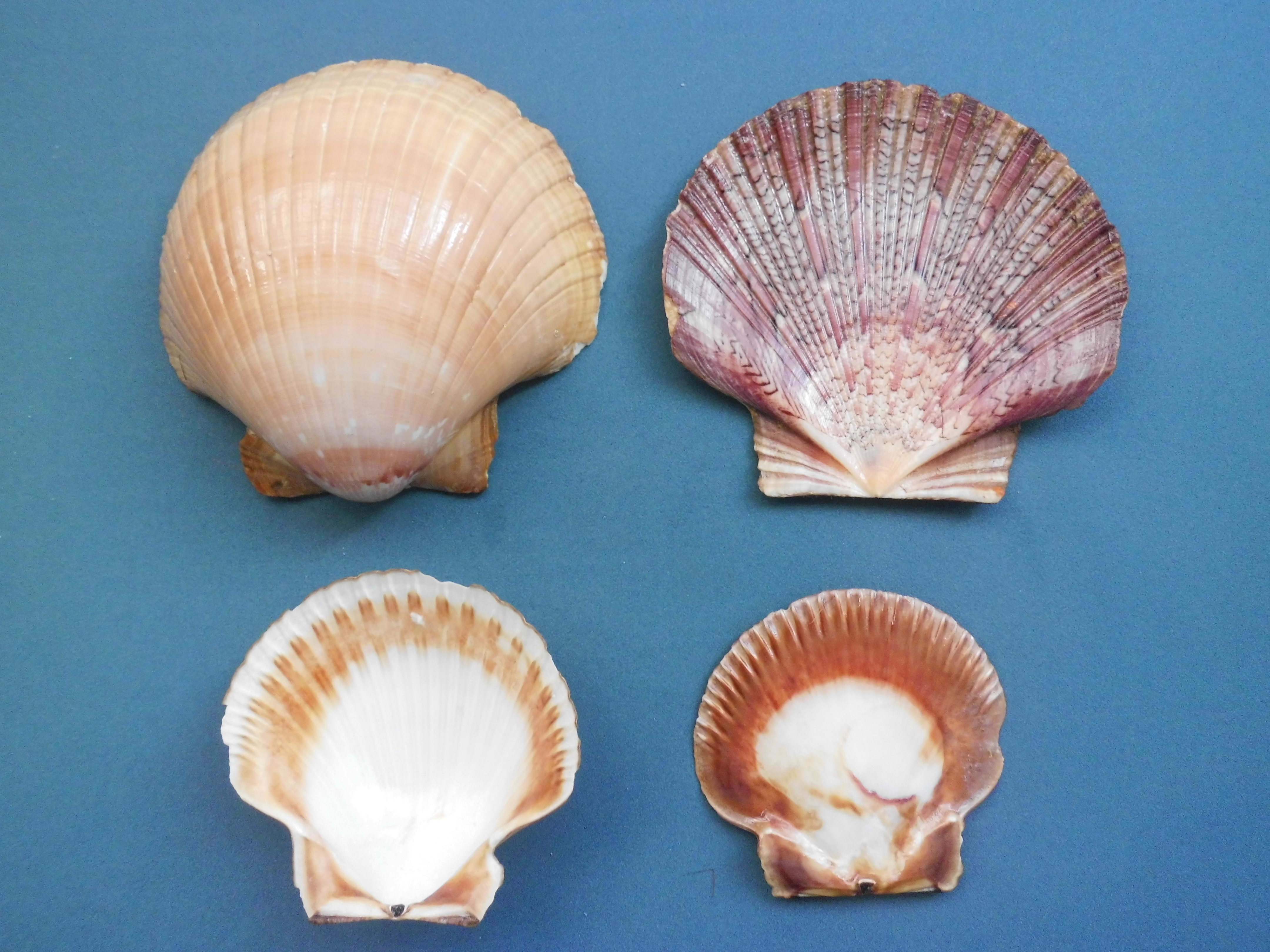
Zickzack-Kammmuscheln von Venezuela

Die Zickzack-Kammmuschel (Euvola ziczac) ist eine Muschel-Art aus der Familie der Kammmuscheln (Pectinidae).

## Merkmale
Das deutlich ungleichklappige Gehäuse wird bis zu 70 Millimeter groß (bis 102 mm: Abbott & Morris). Die obere linke Klappe ist flach oder sogar geringfügig konkav gewölbt bzw. mit einer zentralen konkaven Einwölbung, die rechte untere Klappe ist tief konvex gewölbt und überlappt die obere Klappe. Das Gehäuse ist aber fast gleichseitig, die beiden dreieckigen Ohren sind in etwa gleich groß. Die seitlichen Ränder sind häufig aber etwas unregelmäßig ausgefranst. Ein Byssusschlitz ist nicht erkennbar. Der Gehäuserand ist gekerbt, der von den Ohren gebildete Dorsalrand ist fast gerade bis leicht konkav gewölbt. Der umbonale Winkel beträgt ca. 110°. Hinter- und Vorderrand sind merklich leicht konkav gewölbt.
Die weißliche Schale ist fest. Die Ornamentierung besteht aus radialen, glatten Rippen; ist jedoch auf linker und rechter Klappe etwas unterschiedlich. Die Rippen auf der rechten Klappe sind breit und niedrig, die Rippen der linken Klappe stehen dichter und sind mehr abgeflacht.
Die Zeichnung besteht auf der linken Klappe meist aus dunkelviolettfarbenen Zickzacks auf einem creme-, orange- oder hellviolettfarbenen Untergrund. Die Zickzacks verlaufen quer zu den radialen Rippen; sind aber häufig undeutlich. Die rechte Klappe ist weniger intensiv gefärbt, der Hintergrund ist weißlich oder leicht gelblich, Zickzacks sind keine ausgebildet oder kaum zu sehen.

## Ähnliche Arten
Die Zickzack-Kammmuschel ähnelt der Art Euvola raveneli, die jedoch abgerundete, deutlich abgesetzte Rippen auf der oberen linken Klappe hat. Das Farbmuster ist nicht so intensiv und besteht aus radialen Strahlen, keinen Zickzacks.

## Geographische Verbreitung und Lebensraum
Das Verbreitungsgebiet erstreckt sich von North Carolina und Bermuda südwärts durch die Karibik, den Golf von Mexiko, das nördliche Südamerika bis nach Südbrasilien. An der Küste von Dorset (Südengland) wurde ein Ködertopf gefunden, in dem sich drei Exemplare von Euvola ziczac fanden.
Die Tiere leben in mäßig tiefen Wasser bis etwa 100 m Wassertiefe halb eingegraben in Korallensand. Sie filtrieren das Wasser zwischen der freien Wassersäule und der Sedimentoberfläche. Die Hauptnahrung sind Diatomeen.

## Fortpflanzung
Die Tiere sind asynchrone Hermaphroditen. Produktion und Abgabe der Geschlechtsprodukte erfolgt im Sommer, Herbst und Frühling. Im Frühjahr dominieren protandrische Individuen, während im Sommer und Herbst proterogyne Individuen vorherrschen. Dagegen waren Populationen in Nordvenezuela synchrone Hermaphroditen mit zwei Fortpflanzungsperioden, eine im April/Mai und eine im August/September.

## Kommerzielle Nutzung
Vor der brasilianischen Küste wurde die Zickzack-Muschel beginnend in 1973 kommerziell gefischt. 1980 wurden immerhin 8.800 Tonnen angelandet. Danach brachen die Bestände nach und nach völlig zusammen. Seit 1995 werden jährlich nur noch wenige hundert Kilogramm gefangen.

## Taxonomie
Das Taxon wurde 1758 von Carl von Linné in der Kombination Ostrea ziczac begründet. Es ist die Typusart der Gattung Euvola Dall, 1898.

## Belege

### Online
- Marine Bivalve Shells of the British Isles: Euvola ziczac (Linnaeus, 1758) (Gmelin, 1791) (Website des National Museum Wales, Department of Natural Sciences, Cardiff)